# Carlo Pedrazzini
Carlo Pedrazzini (auch Jean Pedrazzini; * 2. September 1909 in Locarno; † 22. April 1934 in Alessandria) war ein Schweizer Automobilrennfahrer. 

## Werdegang
Carlo Pedrazzini stammte aus einer vermögenden Locarnoer Familie. Er war das jüngste von elf Kindern von Giovanni und Dolores (geb. Palacio) Pedrazzini und absolvierte in Zürich ein Architekturstudium.

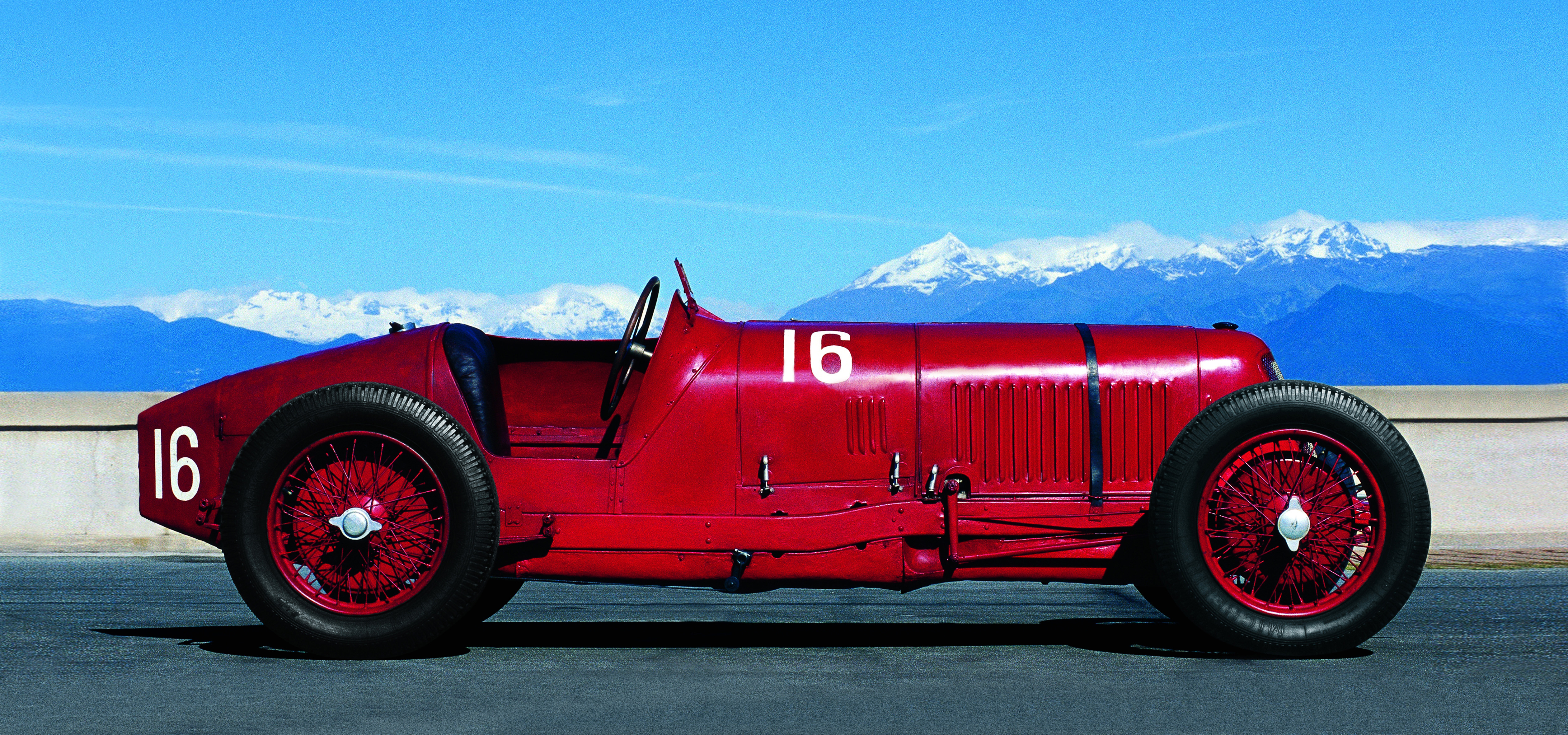
Maserati 26B

Pedrazzini begann Ende der 1920er-Jahre an der Seite seines älteren Bruders Giovanni mit dem Rennsport. 1930 trat er mit einem Maserati 26B beim Gran Premio di Monza an und schied dabei im Finalrennen wegen eines Reifenproblems aus. Beim Großen Preis von Monaco im April 1931 sah er mit seinem 26B wegen eines Schadens an der Zündung die Zielflagge nicht; auch den Premio Reale di Roma auf der Pista del Littorio in Rom am 7. Juni 1931 beendete er nicht. Beim Gran Premio di Monza im September 1931 wurde Pedrazzini hinter Amedeo Ruggeri, Clemente Biondetti und Stanisław Czaykowski Vierter der Klasse bis 2000 cm³ Hubraum.
Für die Rennsaison 1932 sind trotz einer Nennung für den Gran Premio di Monza keine Rennstarts Pedrazzinis verzeichnet. Am 24. September 1933 errang er einen Klassensieg beim Bergrennen Giubiasco–Monte Ceneri bei Lugano.

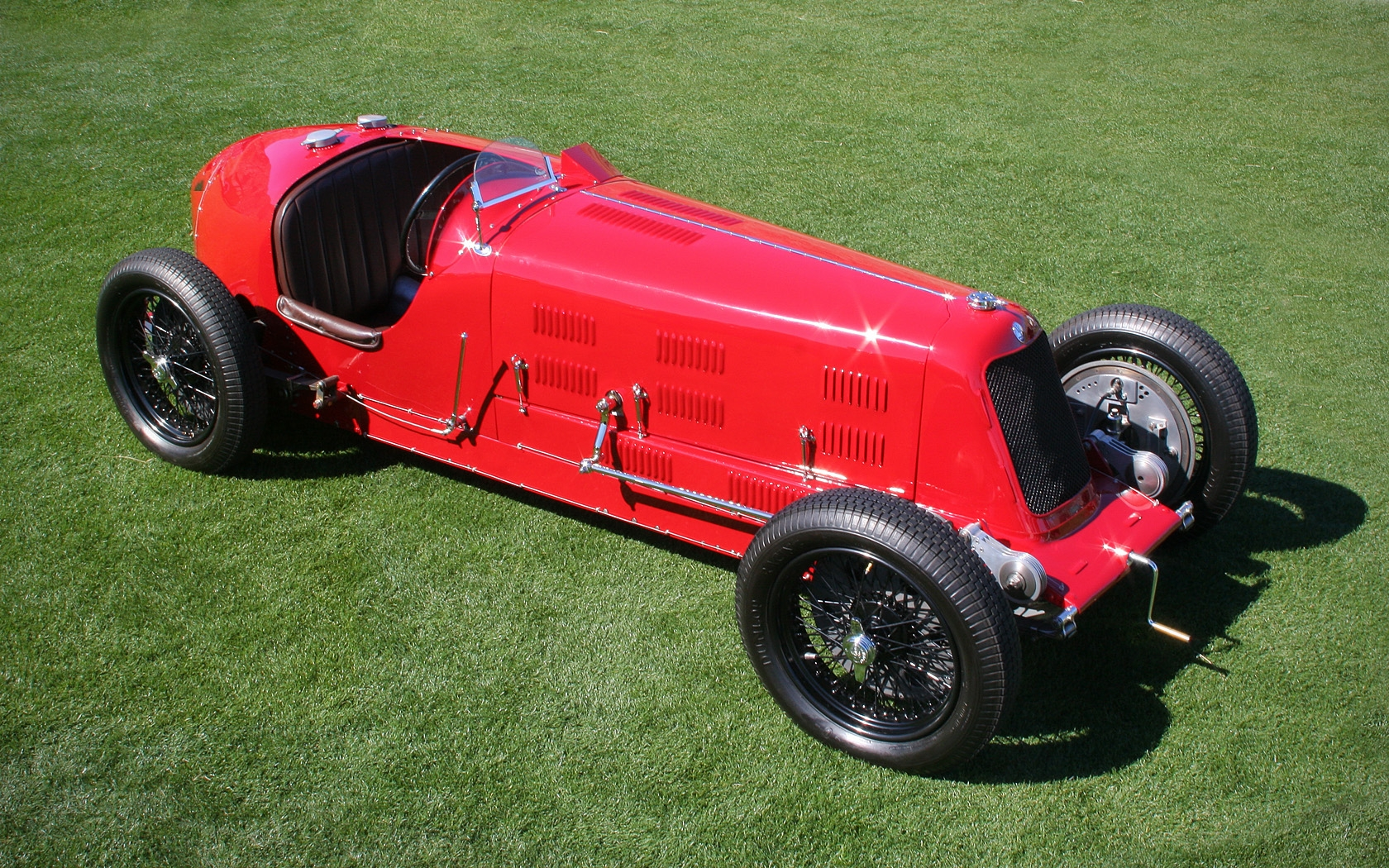
Ein Maserati 8CM, baugleich zu Pedrazzinis Unglückswagen.

Am 8. April 1934 startete Carlo Pedrazzini auf einem Maserati 8CM (Fahrgestellnummer 3014) der Scuderia Siena beim Rennen Circuito di Alessandria. In der Frühphase des ersten Laufes fuhr er mit seinem Wagen auf regennasser Strecke in die Brüstung der Brücke Ponte Nuovo über den Fluss Tanaro. Das Fahrzeug überschlug sich und prallte gegen eine Mauer. Pedrazzini wurde aus dem Auto geschleudert und erlag den dabei erlitten Verletzungen um 17:05 Uhr desselben Tages im Ospedale Civile von Alessandria. Carlo Pedrazzini wurde 24 Jahre alt. Sein Leichnam wurde nach Locarno überführt und dort beigesetzt. Zu seinem Gedenken wurde in der Nähe der Unfallstelle ein Bronzedenkmal errichtet, das 2008 auf den Corso Felice Cavallotti im Stadtzentrum Alessandrias versetzt wurde. Der erfahrene Spitzfahrer Tazio Nuvolari soll ihm vor dem Rennen geraten haben, wegen der schlechten Wetterbedingen nicht zu starten.
Der Circuito di Alessandria 1934 wurde bei regnerischem Wetter von zahlreichen Unfällen überschattet. Nuvolari brach sich fast an derselben Stelle, an der Pedrazzini verunglückt war, bei einem Unfall ein Bein. Gerolamo Ferrari zog sich Verbrennungen zu, nachdem sein Maserati in Flammen aufgegangen war. Carlo Felice Trossi überstand einen Feuerunfall mit seinem Alfa Romeo Tipo B leichtverletzt und Giovanni Minozzi verletzte bei einer Kollision mit der Streckenbegrenzung drei Zuschauer.